# Solaris Trollino II 12 Gans
Solaris Trollino II 12 Gans — это 12-метровый низкопольный троллейбус, созданный польской компанией Solaris Bus & Coach в сотрудничестве с австрийским производителем электрического оборудования Gans. Этот троллейбус относится ко второму поколению модели Solaris Trollino 12 и предназначен для эксплуатации в городских и пригородных транспортных системах.
Описание
Trollino II 12 Gans базируется на конструкции Solaris Urbino 12 — популярного городского автобуса, адаптированного под электрическую силовую установку. Его главной особенностью является использование электрического оборудования от Gans, что обеспечивает надежную работу и высокую энергоэффективность.
Троллейбус имеет полностью низкопольный салон, что делает его удобным для пассажиров с ограниченной подвижностью, пожилых людей и пассажиров с детскими колясками. Вход осуществляется через три двустворчатые двери с пневматическим приводом.
Технические характеристики
• Длина: 12 000 мм
• Ширина: 2 550 мм
• Высота: ~3 400 мм
• Масса: ~11 500 кг
• Двигатель: Электрический, производства Gans
• Максимальная мощность: ~175–200 кВт
• Напряжение питания: 600 В или 750 В (в зависимости от сети)
• Максимальная скорость: ~65 км/ч
• Запас автономного хода: Отсутствует или минимальный (в зависимости от конфигурации)
• Система отопления: Электрическая или комбинированная (дизельная для экономии энергии)
• Вместимость: ~90 пассажиров (из них ~30 мест для сидения)
Эксплуатация
Solaris Trollino II 12 Gans поставлялся в разные города Европы, в том числе в Венгрию, Польшу, Чехию и Словакию. Благодаря современному дизайну, плавному ходу и энергоэффективности он получил положительные отзывы от транспортных компаний и пассажиров.
Впоследствии троллейбусы этой серии были заменены более современными моделями Solaris Trollino III и IV поколений, но отдельные машины продолжали эксплуатироваться в некоторых городах вплоть до 2020-х годов.
См. также
• Solaris Trollino 12
• Solaris Bus & Coach
• Gans (электротехника)
• Городской электрический транспорт